# Cratere Karla
Karla è un cratere d'impatto situato nel Tatarstan, una delle repubbliche autonome della Federazione Russa. Il suo diametro misura circa 10 km e la sua età è stimata a 5 ± 1 milioni di anni (periodo Pliocene). Il cratere prende il nome dal vicino fiume Karla.